# Libourne
Libourne ist eine französische Stadt mit 24.668 Einwohnern (Stand 1. Januar 2022) im Département Gironde in der Region Nouvelle-Aquitaine. Die Stadt ist Sitz der Unterpräfektur (sous-préfecture) des Arrondissements Libourne.

## Geographie

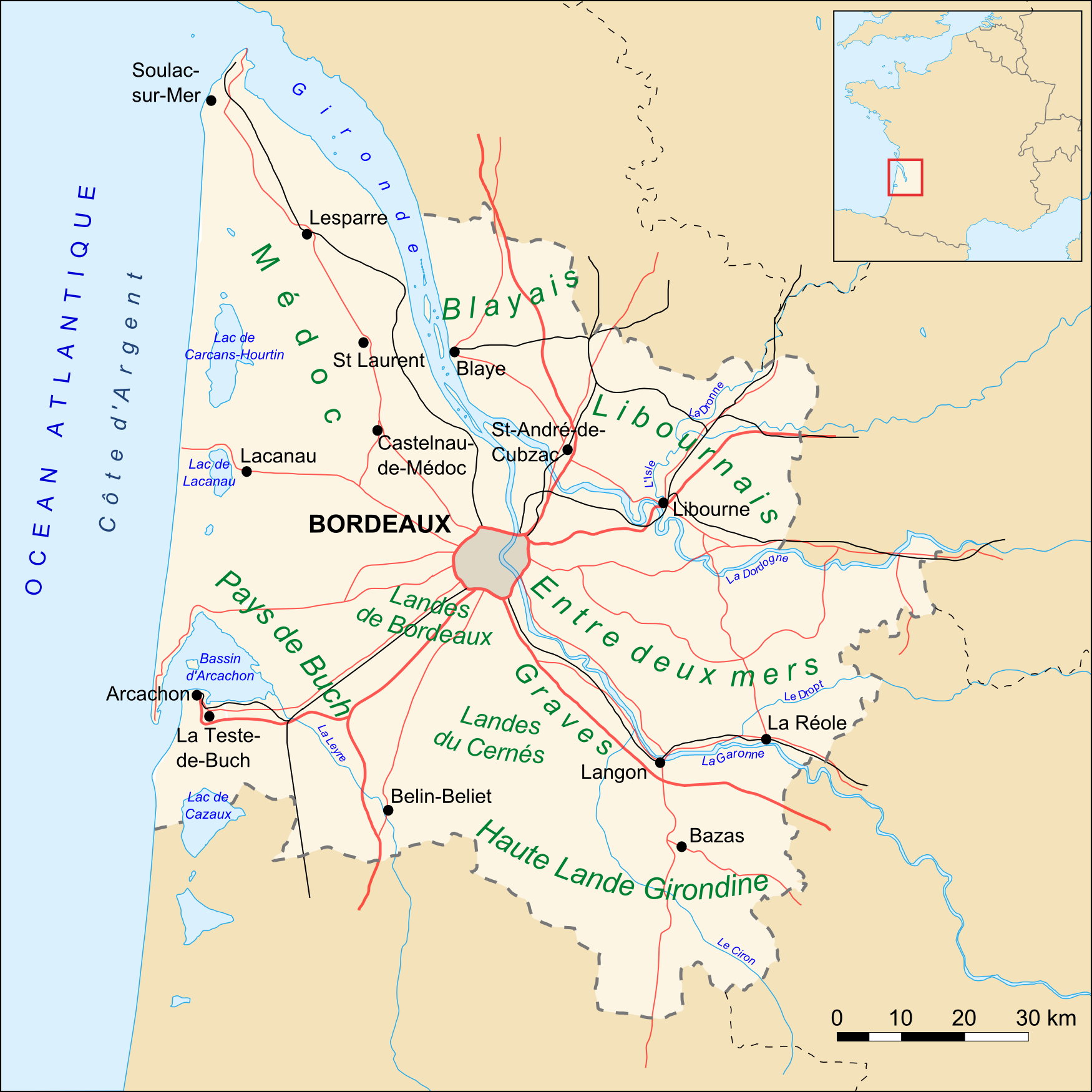
Lage von Libourne

Libourne liegt am Fluss Dordogne und deren Zufluss Isle. Die umgebende Region trägt die Bezeichnung Libournais und ist bekannt durch den Weinbau. Zum Libournais gehören u. a. die berühmten Appellationen von Saint-Émilion und Pomerol.

## Geschichte
Libourne wurde im Jahr 1270 als Bastide an der Stelle der römischen Siedlung Fozera gegründet. Sie erhielt ihren Namen nach dem Stadtgründer, dem Engländer Roger of Leybourne. Aquitanien befand sich damals unter englischer Herrschaft.
Im Zuge der Unruhen der Fronde wurde Libourne 1649 erfolglos von Bordelaiser Frondeuren unter General Pierre-Buffière belagert. Nach dessen Tod blieb die Stadt von royalistischen Truppen des Kardinal Mazarin besetzt.

### Internierungslager Libourne
Während des Ersten Weltkriegs existierte in Libourne ein Internierungslager für Zivilisten. Interniert wurden hier Deutsche und auch Serben, wie zahlreiche Bilddokumente belegen.
Abermals existierte in Libourne von 1939 bis Juni 1940 ein Internierungslager. Dabei handelte es sich um ein sogenanntes administratives Internierungslager (camp d’internement administratif), in dem Menschen ohne Gerichtsurteil und nur auf der Basis einer Verwaltungsanordnung arrestiert wurden. Laut AJPN befand sich das Lager am Quai du Priourat und verfügte über eine Kapazität von 650 Plätzen. Interniert wurden hier feindliche Ausländer wie Deutsche, Österreicher und Tschechen. 1939 waren hier 624 Personen interniert, am 19. Februar 1940 noch 170.
Die deutschen Besatzer ließen die Statue des ersten Duc Decaze abtransportieren, um sie einzuschmelzen. Nach der Befreiung musste eine der Horizontalen Kollaboration beschuldigte Frau, der zuvor die Haare geschoren wurden, vor den Augen der Menge nackt auf den Sockel steigen.

## Bevölkerungsentwicklung
| Jahr                       | 1962   | 1968   | 1975   | 1982   | 1990   | 1999   | 2011   | 2018   |
| Einwohner                  | 19.834 | 22.123 | 21.651 | 22.119 | 21.012 | 21.761 | 23.681 | 24.511 |
| Quellen: Cassini und INSEE |        |        |        |        |        |        |        |        |

## Politik
Bürgermeister war seit 1989 Gilbert Mitterrand (PS), zweiter Sohn des früheren französischen Präsidenten François Mitterrand. Nach seinem Rücktritt im November 2011 wurde Philippe Buisson (PS) neuer Bürgermeister.

## Städtepartnerschaften
Libourne unterhält Städtepartnerschaften mit folgenden Städten:
- Schwandorf, Bayern, Deutschland
- Keynsham, South West England, Vereinigtes Königreich
- Logroño, La Rioja, Spanien, seit 1979[7]

## Wirtschaft
Das Handelshaus Jean-Pierre Moueix, zu dessen Besitz eine Reihe der bedeutendsten Weingüter der Region zählen, hat seinen Sitz in Libourne.

## Baudenkmäler
- Synagoge, erbaut 1843 (Monument historique)

Siehe auch: Liste der Monuments historiques in Libourne

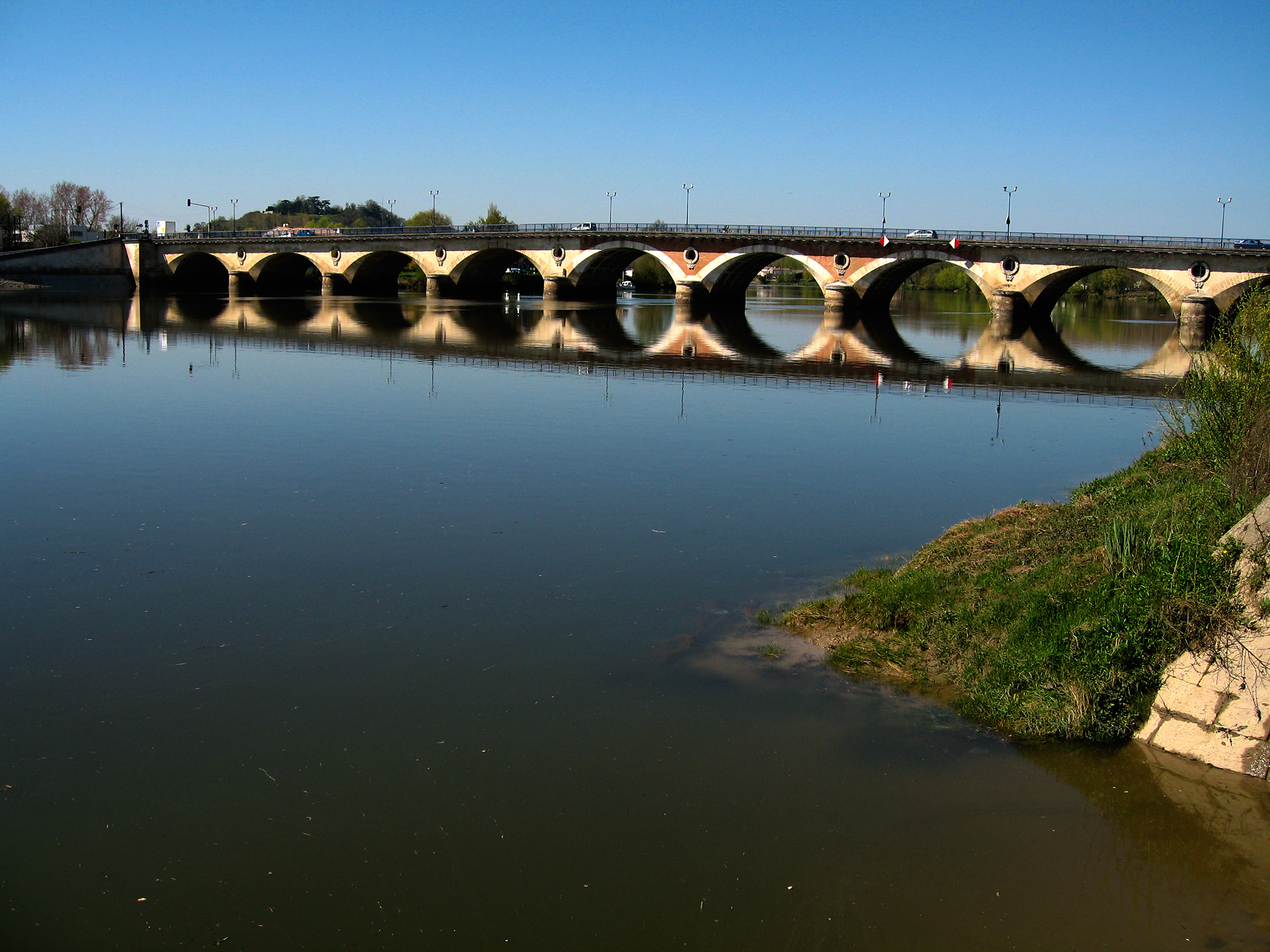
Brücke über die Dordogne
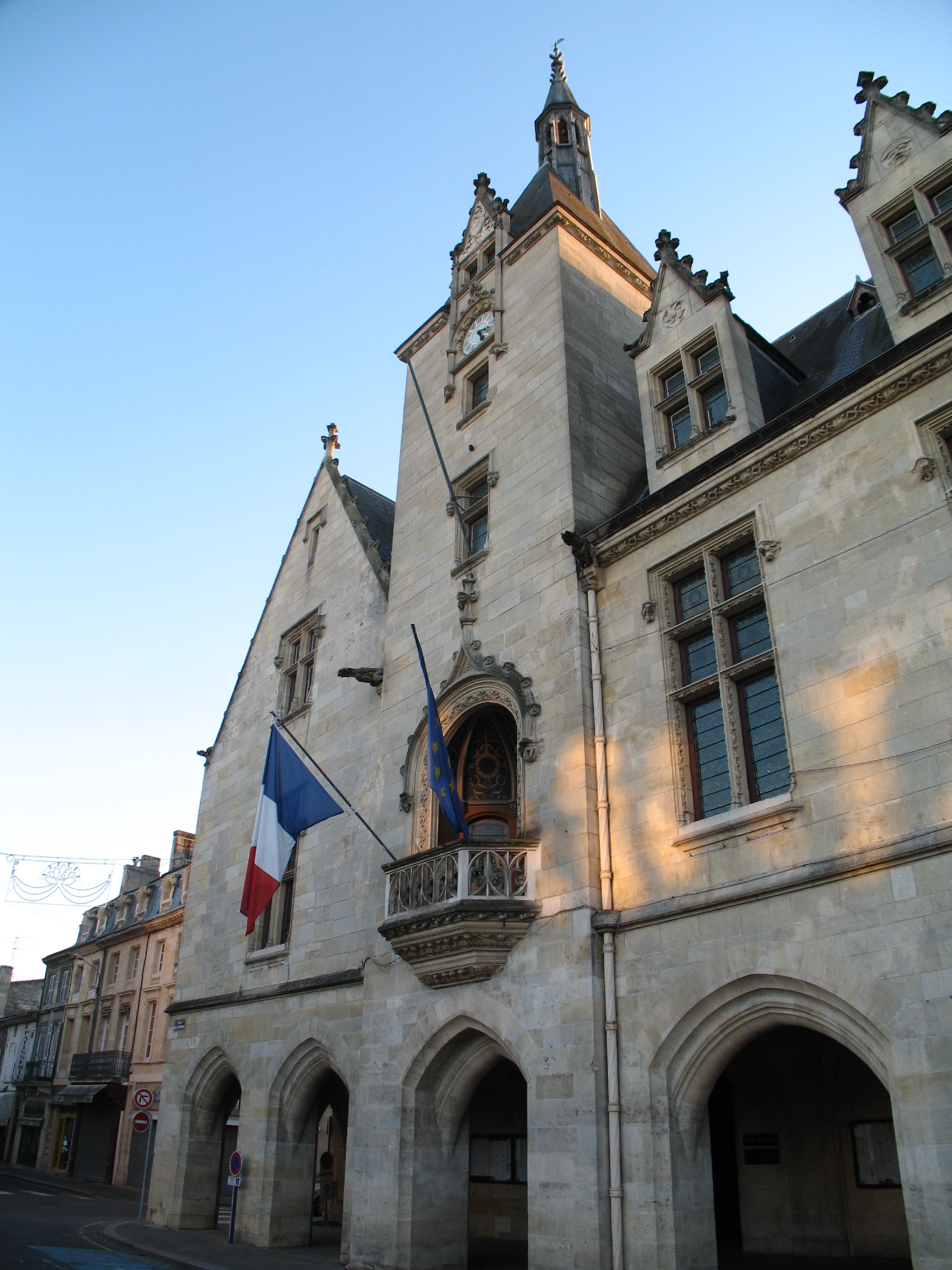
Rathaus
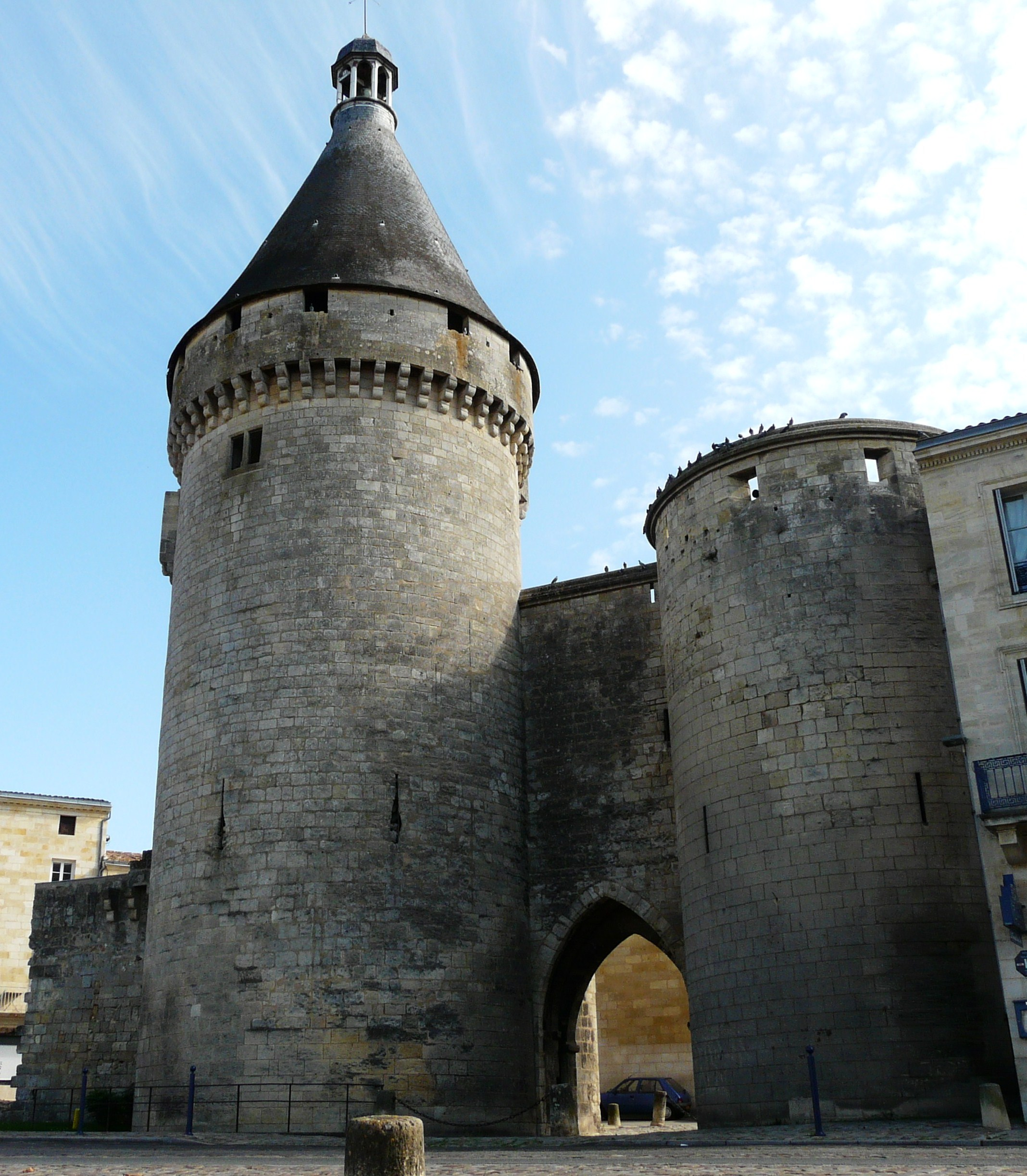
Altes Tor
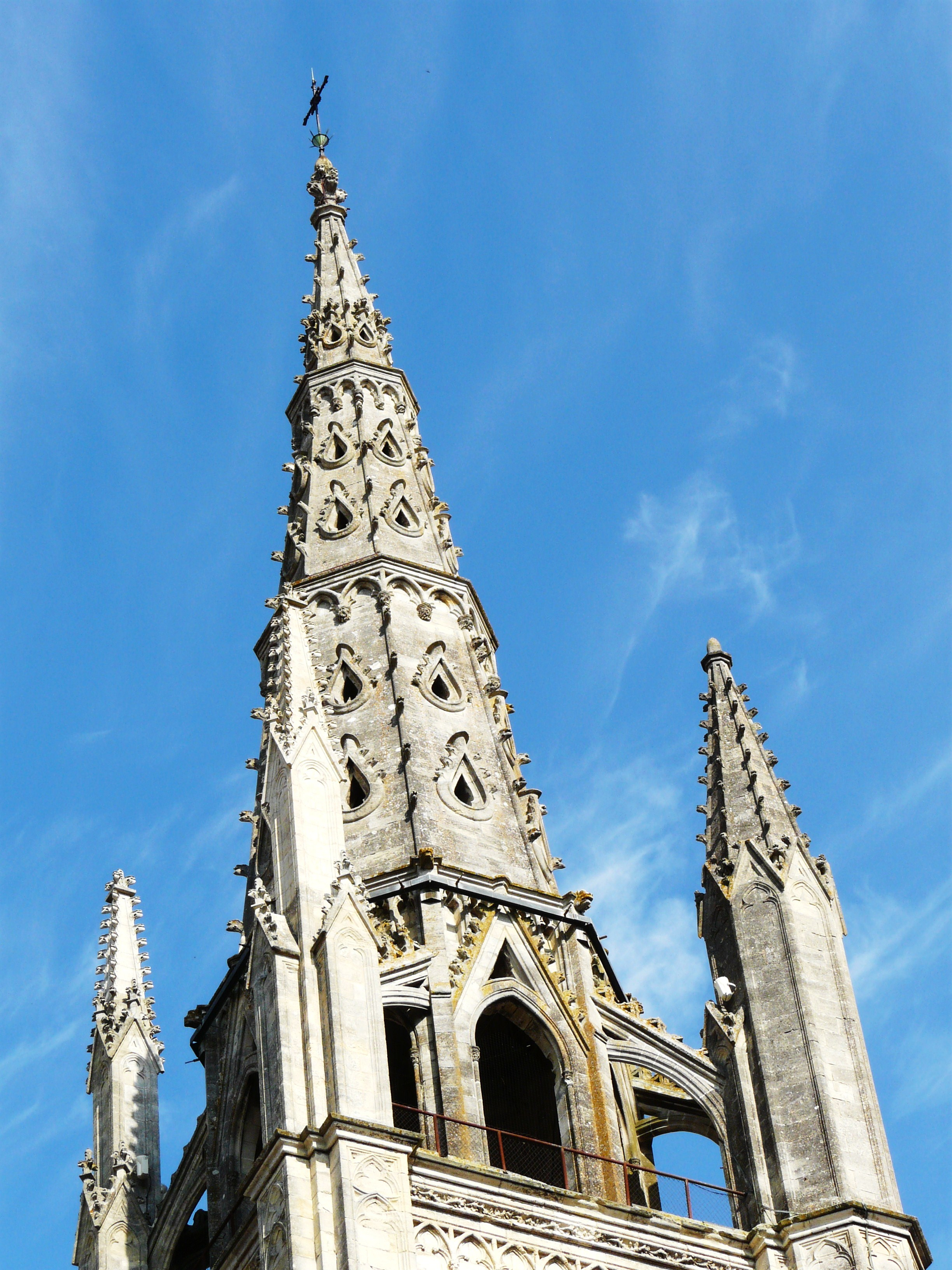
Turm der Église Saint-Jean

## Persönlichkeiten
- René Princeteau (1843–1914), Maler, Bildhauer und einer der ersten Lehrer Henri Toulouse-Lautrecs
- Eugène Atget (1857–1927), Fotograf
- Léon Duguit (1859–1928), Rechtswissenschaftler
- Théodore Steeg (1868–1950), Politiker
- Fernand de Brinon (1885–1947), Rechtsanwalt und Journalist
- Joseph de Goislard de Monsabert (1887–1981), General
- Pierre Lewden (1901–1989), Leichtathlet (Hochsprung)
- Jean Freustié (1914–1983), Schriftsteller
- Pierre Gaspard-Huit (1917–2017), Regisseur und Drehbuchautor
- Jean Marcadé (1920–2012), Klassischer Archäologe
- Francis Coché (1924–2010), Fußballtrainer und -funktionär
- René Coicaud (1927–2000), Fechter
- Jean-Marie Londeix (1932–2025), klassischer Saxophonist
- Jean-Pierre Martinet (1944–1993), Regisseur, Schriftsteller und Kritiker
- Franziskus de Place (* 1944), Trappist, Abt des Klosters Mariawald
- Michel Rolland (* 1947), Önologe
- Nicolas Grimal (* 1948), Ägyptologe
- Noël Mamère (* 1948), Politiker
- Mickaël Delage (* 1985), Radrennfahrer
- Florian Latorre (* 1997), Autorennfahrer

## Sonstiges
Libourne ist auch der Sitz des französischen Weihnachtspostamtes.